# Le Chemin du paradis (film, 1930)
Pour les articles homonymes, voir Le Chemin du paradis.
Pour plus de détails, voir Fiche technique et Distribution.
Le Chemin du paradis (Die Drei von der Tankstelle) est un film musical allemand réalisé par Wilhelm Thiele et Max de Vaucorbeil, sorti en 1930.
Une version française a été tournée simultanément, avec la même équipe technique, modifiant certains montages. Premier film musical de l'histoire du cinéma allemand, il fut interdit par les autorités nationales-socialistes à partir du 1er octobre 1937.
Parmi les chansons du film, la plus célèbre est Ein Freund, ein guter Freund, connue en France sous le titre Avoir un bon copain.

## Synopsis
Trois amis, Willy, Hans et Kurt (Willy, Jean et Guy en VF), reviennent de voyage et découvrent qu'ils sont ruinés. Il ne leur reste que leur chien et leur automobile. Ils décident de se lancer dans les affaires : ils ouvrent un poste à essence et y travaillent en alternance. Ils y font la connaissance de la riche et jolie Lilian Cossmann (Liliane Borcard en VF) dont ils tombent tous trois amoureux sans que les autres ne le sachent.

## Fiche technique
- Titre original : Die Drei von der Tankstelle
- Titre français : Le Chemin du paradis
- Réalisation : Wilhelm Thiele (version allemande) ; Max de Vaucorbeil (version française)
- Scénario :  Franz Schulz et Paul Frank ; Louis Verneuil (adaptation française)
- Direction artistique : Otto Hunte
- Costumes : René Hubert
- Photographie : Franz Planer
- Son : Hermann Fritzsching
- Montage : Viktor Gertler
- Musique : Werner R. Heymann
  - Paroles des chansons : Robert Gilbert (version allemande) ; Jean Boyer (version française)
  - Orchestre sous la direction de Lewis Ruth
- Chorégraphie : Heinz Lingen
- Production : Erich Pommer et Eberhard Klagemann
- Sociétés de production : UFA, Alliance cinématographique européenne (ACE)
- Pays de production : Allemagne  République de Weimar
- Langue : allemand, français
- Genre : Film musical
- Format : Noir et blanc - 35 mm - 1,20:1 - son mono
- Durée : 98 minutes
- Dates de sortie : 
  - Allemagne : 15 septembre 1930
  - France : 14 novembre 1930

## Distribution
| Version allemande - Lilian Harvey : Lilian Cossmann - Willy Fritsch : Willy - Heinz Rühmann : Hans - Oskar Karlweis : Kurt - Olga Tchekhova : Edith von Turkow - Fritz Kampers : le consul Cossmann - Kurt Gerron : le docteur Kalmus - Gertrud Wolle : la secrétaire - Felix Bressart : l'huissier - Comedian Harmonists | Version française - Lilian Harvey : Liliane Borcard - Henri Garat : Willy Roussel - René Lefèvre : Jean - Jacques Maury : Guy - Olga Tchekhova : Édith de Tourkoff - Fritz Kampers : le consul Borcard - Hubert Daix : Maître Dupont-Belleville - Gertrud Wolle : la secrétaire - Jean Boyer : l'huissier de Justice - Comedian Harmonists |

## Chansons du film
- Erst kommt ein großes Fragezeichen (Les mots ne sont rien par eux-mêmes)
- Ein Freund, ein guter Freund (Avoir un bon copain)
- Hallo, du süße Frau, fahr' nicht allein (Le chemin du paradis)
- Das Lied vom Kuckuck (Lieber, guter Herr Gerichtsvollzieh'r)
- Liebling, mein Herz lässt dich grüßen (Tout est permis quand on rêve)

## Différences entre les deux versions
- La station service s'appelle Kuckkuck (« le coucou ») dans la version allemande  et les Trois Fauchés dans la version française.

## Adaptations
- Un remake homonyme a été tourné en 1955, également en deux versions.
- Le film a été adapté pour le théâtre en 2005 à Berlin et en 2006 à Dresde.